# 500 de ani ai Dinastiei Joseon
Cei 500 de ani ai Dinastiei Joseon este o serie de drame istorice răspândit peste 8 ani, care reprezentate toate domnește majore într-o dinastie care a durat timp de cinci secole. Regizat de regizorul Lee Byung Hoon si scenarist Shin Bong Seung, este compus din 11 serii distincte sau "episoade", bazat pe cercetarea istorică exhaustivă în Analele dinastiei Joseon.

## Detalii
- Titlu: 조선왕조 오백년 / Joseon Wangjo Ohbaek Nyeon
- Cunoscut ca si : 조선왕조 500년 / Cei 500 de ani ai Dinastiei Joseon
- Gen: Istoric
- Post ce a transmis: MBC
- Perioada de transmitere: 1983-Mar-31 -  1990-Dec-23

## Episoade
| Episod | Dată început | Dată sfârșit | Titlu                                        | Distribuție                                                            |
| ------ | ------------ | ------------ | -------------------------------------------- | ---------------------------------------------------------------------- |
| 1      | 1983-Mar-31  | 1983-Jul-01  | The King of Chudong Palace 추동궁 마마       | Kim Mu Saeng, Lee Young Hoo, Kim Hae Sook, Lee Jung Gil, Kim Young Ran |
| 2      | 1983-Jul-08  | 1983-Dec-31  | Tree With Deep Roots 뿌리깊은 나무           | Han In Soo, Kim Young Ae, Song Ki Yoon, Kil Yong Woo                   |
| 3      | 1984-Jan-09  | 1985-Feb-26  | The Ume Tree in the Midst of the Snow 설중매 | Go Doo Shim, Jung Hye Sun, Byun Hee Bong, Jung Jin, Lee Mi Sook        |
| 4      | 1985-Mar-11  | 1985-Oct-08  | The Wind Orchid 풍란                         | Kim Young Ran, Kim Hye Ja, Yoo In Chon, Choi Myung Gil                 |
| 5      | 1985-Oct-14  | 1986-Apr-15  | The Imjin War 임진왜란                       | Kim Mu Saeng, Jung Jin, Hyun Suk                                       |
| 6      | 1986-Apr-28  | 1986-Oct-28  | The Hoechun Gate 회천문                      | Lee Hee Do, Won Mi Kyung, Kwon Jae Hee                                 |
| 7      | 1986-Nov-03  | 1987-Jan-27  | Namhan Mountain Castle 남한산성              | Yoo In Chon, Kim Do Yun, Shin Choong Shik, Park Young Tae              |
| 8      | 1988-Jan-13  | 1988-Oct-13  | Queen Inhyeon 인현왕후                       | Jun In Hwa, Kang Suk Woo, Lee Duk Hwa, Kyun Mi Ri                      |
| 9      | 1988-Oct-19  | 1989-Jun-01  | The Memoirs of Lady Hyegyeong 한중록         | Choi Myung Gil, Choi Soo Jong, Kim Sung Won, Kang Boo Ja               |
| 10     | 1989-Jun-07  | 1989-Sep-14  | Pa Mun 파문                                  | Kim Yong Gun, Go Doo Shim, Kil Yong Woo, Chae Si Ra                    |
| 11     | 1990-May-06  | 1990-Dec-23  | Daewongun 대원군                             | Im Dong Jin, Kim Hee Ae, Go Doo Shim, Choi Soo Jong                    |

## Credite de producție
- Producător:
- Regizori: Lee Byung Hoon, Kim Jong Hak, Jang Soo Bong, Yoo Gil Chon (유길촌)
- Scenarist: Shin Bong Seung